# Reggenza delle Isole Sitaro
La reggenza delle Isole Sitaro (in indonesiano: Kabupaten Kepulauan Siau Tagulandang Biaro o Kabupaten Kepulauan Sitaro) è una reggenza dell'Indonesia, situata nella provincia di Sulawesi Settentrionale.